# Dell Parker
William Parker, mais conhecido como Dell Parker, é um personagem fictício do spin-off de Grey's Anatomy, Private Practice. Ele foi interpretado pelo ator Chris Lowell e apareceu da primeira à terceira temporada. Dell era o recepcionista da Oceanside Wellness Group e também um enfermeiro qualificado, ajudando os médicos em várias tarefas. Demonstrou-se frequentemente que Dell se preocupa com a saúde de pacientes mais jovens, o que provavelmente está relacionado a seu abuso quando criança, bem como com sua própria filha. O personagem morreu após ferimentos sofridos em um acidente de carro quando levava a Maya, filha da sua amiga e chefe Naomi, que estava grávida para o hospital. No dia anterior, quando estava a examinar Maya, Dell contou-lhe que entrou na Faculdade de Medicina. 

## Decorrer do personagem

### Temporada 1
Dell foi abusado quando criança, o que lhe permite se relacionar com os pacientes da clínica, os quais tiveram experiências semelhantes. Na primeira temporada, Dell se apaixonou por Naomi Bennett, sua chefe, apesar de ela mais tarde se envolver com Sam Bennett, ex-marido. Em um final de temporada, Dell finalmente expressa seus sentimentos e beijos Naomi.

### Temporada 2
Na estréia da segunda temporada, Dell tenta ajudar Naomi com as dificuldades financeiras da clínica. No entanto, acreditando que ele queria apenas expressar sua paixão por ela, Naomi constantemente ignora os seus fundamentos para discutir o assunto, forçando Dell a largou o emprego.
Depois de deixar o seu emprego no Oceanside Wellness Group, Dell trabalha como enfermeiro no St. Ambrose Hospital, como revelado no terceiro episódio da segunda temporada . Ao saber disso, Naomi tenta convencer Dell para retornar à clínia, sem muita sorte. Depois de uma conversa de vitalidade de Addison, Dell pretende retornar à clínica, enquanto uma lista de exigências sejam atendidas, uma das quais afirma que ele deve ser isento de uso de aventais rosas. Sam, chefe da clínica recusa-se a recontratá-lo. Isso força Naomi lutar por sua reintegração a que Sam finalmente concorda.
Dell depois acaba discutindo com Addison, que desde então se tornou a chefe da clínica, sobre se ele deveria ou não ter o seu próprio escritório, mas ele eventualmente acaba por instituir um lado por si mesmo sem permissão. No entanto, Addison lhe permite manter o escritório quando é revelado que ele tem uma filha de seis anos de idade, Betsy, de um relacionamento mal sucedido com Heather quando ele tinha dezessete anos.
Quando Heather recebe uma promoção no trabalho, ela fala com Dell, informando-lhe a promoção em St. Louis. Dell não quer que isso aconteça (pois ela também levaria Betsy), e eles lutam com isso. Mais tarde, quando Dell vai conversar com ela, ele encontra seu apartamento vazio, e Heather e Betsy já haviam ido.

### Temporada 3
Dell casa com Heather. Em uma noite, quando Dell estava saindo para o trabalho, sua casa explodiu. Betsy escapa com ferimentos leves, mas Heather tem queimaduras de terceiro grau em seu corpo. Mais tarde, a explosão, foi revelado ter sido causado por anfetaminas, que Heather estava cozinhando no fogão. Mais tarde, no hospital naquela noite, Heather morreu devido aos ferimentos, não tendo a chance de dizer adeus para Dell ou Betsy.
Dell, mais tarde, torna-se amigo da filha de Naomi e Sam, Maya, que engravidou e não teve o apoio de sua mãe. Quando Maya entra em trabalho de parto, chama Dell, que vai pega-la e vão de carro para o hospital. Eles se envolvem em um acidente de carro. Com tudo isso acontecendo, ninguém presta muita atenção em Dell, que de repente é revelado que ele uma hemorragia cerebral. Charlotte e Amélia vão operá-lo, mas durante a cirurgia ele tem ter uma parada cardíaca e morre na mesa, deixando Betsy órfã, e todos na sala de espera, chocados, choram.